# Горни Богичевци
Горни Богичевци (на хърватски: Gornji Bogićevci) е община в Бродско-посавска жупания, Хърватия.
Според преброяването от 2011 г. има 1975 жители, 88,8 % от които хървати.